# Estación de La Hoya (Cercanías Murcia)
La Hoya es un apeadero ferroviario situado en la pedanía de La Hoya en el municipio español de Lorca, en la Región de Murcia. Forma parte de la línea C-2 de Cercanías Murcia/Alicante.

## Situación ferroviaria
Las instalaciones se encuentran situadas en el punto kilométrico 47,0 de la línea férrea de ancho ibérico Murcia-Águilas, 269 metros de altitud sobre el nivel del mar.

## Historia
El apeadero fue inaugurado el 28 de marzo de 1885 con la apertura al tráfico de la línea Alcantarilla-Lorca. Las obras corrieron a cargo de la Sociedad Anónima Crédito General de Ferrocarriles. Disuelta en 1891, los derechos sobre la línea pasaron al Banco Hispano-Colonial, que decidió crear en 1900 la Sociedad del Ferrocarril de Alcantarilla a Lorca para la explotación del trazado. En 1941, con la nacionalización del ferrocarril en España, el apeadero pasó a depender de RENFE.
Desde enero de 2005 el ente Adif es el titular de las instalaciones ferroviarias.
En 2011 las obras de la línea de alta velocidad Murcia-Almería llevaron al derribo del antiguo edificio para viajeros, construyéndose nuevas instalaciones. Entre las mejoras destacan un nuevo andén más ancho que el anterior, la cubierta parcial de este, un nuevo edificio y la remodelación del aparcamiento. También se mejoró la seguridad de acceso al andén con un paso inferior, que tras las obras queda aislado entre las vías, siendo el paso inferior la única forma de acceder a él. Además se ha incluido un ascensor para el acceso a personas de movilidad reducida.

## Servicios ferroviarios

### Cercanías
Pertenece a la línea C-2 de Cercanías Murcia/Alicante. La frecuencia de paso es un tren cada 60 minutos.